# Escacs Alícia

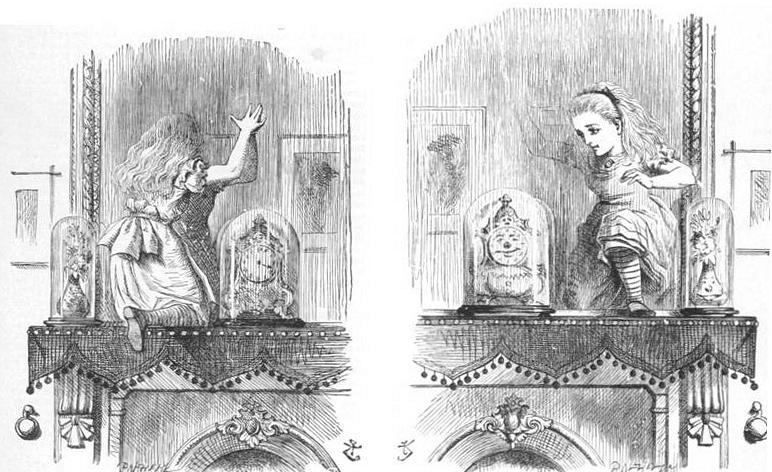
Passes de l'Alicia A través del mirall; il·lustració de John Tenniel.

Els escacs Alícia són una variació dels escacs inventada el 1953 per V. R. Parton, i en la qual calen dos taulers en comptes d'un, i una alteració lleu però significativa del reglament dels escacs estàndard. Aquesta variant dels escacs s'anomena així amb relació a la protagonista dels llibres de Lewis Carroll Alícia al país de les meravelles i A través del mirall, on Alícia és transportada a través del mirall a un món alternatiu; la idea és traslladada als escacs, de manera que després de cada moviment la peça moguda es transfereix del tauler A al B.
Aquesta simple regla de transferència és ben coneguda pel fet de causar desorientació i confusió en els jugadors nous en el joc, sovint condueix a sorpreses i errors graciosos com ara que les peces "desapareixen" i "reapareixen" entre els taulers i peces interposades per poder bloquejar els atacs a un tauler són simplement anul·lades a l'altre tauler. L'experiència del "res és el que sembla" probablement explica que els escacs Alícia siguin la variant més popular i reeixida de Parton entre moltes d'altres que va inventar.

## Les regles
Les peces es mouen de la mateixa com ho fan en els escacs normal, però quan una peça és moguda es traspassa a l'altre tauler. Aquest petit canvi pot comportar partides molt dramàtiques però divertides.
Al principi de la partida, les peces comencen en la seva posició normal del tauler A, mentre que al tauler B comença buit. Després de cada moviment es fa en un tauler donat, la peça moguda es traspassa (va "a través del mirall") a la casella corresponent del l'altre tauler. Així, si una peça es mou en el tauler A, es traspassa al tauler B, i viceverça si la peça es mou dins del tauler B, aquesta anirà a la casella corresponent però al tauler A.
| a8 | b8 | c8 | d8 | e8 | f8 | g8 | h8 |
| a7 | b7 | c7 | d7 | e7 | f7 | g7 | h7 |
| a6 | b6 | c6 | d6 | e6 | f6 | g6 | h6 |
| a5 | b5 | c5 | d5 | e5 | f5 | g5 | h5 |
| a4 | b4 | c4 | d4 | e4 | f4 | g4 | h4 |
| a3 | b3 | c3 | d3 | e3 | f3 | g3 | h3 |
| a2 | b2 | c2 | d2 | e2 | f2 | g2 | h2 |
| a1 | b1 | c1 | d1 | e1 | f1 | g1 | h1 |

| a8 | b8 | c8 | d8 | e8 | f8 | g8 | h8 |
| a7 | b7 | c7 | d7 | e7 | f7 | g7 | h7 |
| a6 | b6 | c6 | d6 | e6 | f6 | g6 | h6 |
| a5 | b5 | c5 | d5 | e5 | f5 | g5 | h5 |
| a4 | b4 | c4 | d4 | e4 | f4 | g4 | h4 |
| a3 | b3 | c3 | d3 | e3 | f3 | g3 | h3 |
| a2 | b2 | c2 | d2 | e2 | f2 | g2 | h2 |
| a1 | b1 | c1 | d1 | e1 | f1 | g1 | h1 |

| a8 | b8 | c8 | d8 | e8 | f8 | g8 | h8 |
| a7 | b7 | c7 | d7 | e7 | f7 | g7 | h7 |
| a6 | b6 | c6 | d6 | e6 | f6 | g6 | h6 |
| a5 | b5 | c5 | d5 | e5 | f5 | g5 | h5 |
| a4 | b4 | c4 | d4 | e4 | f4 | g4 | h4 |
| a3 | b3 | c3 | d3 | e3 | f3 | g3 | h3 |
| a2 | b2 | c2 | d2 | e2 | f2 | g2 | h2 |
| a1 | b1 | c1 | d1 | e1 | f1 | g1 | h1 |

| a8 | b8 | c8 | d8 | e8 | f8 | g8 | h8 |
| a7 | b7 | c7 | d7 | e7 | f7 | g7 | h7 |
| a6 | b6 | c6 | d6 | e6 | f6 | g6 | h6 |
| a5 | b5 | c5 | d5 | e5 | f5 | g5 | h5 |
| a4 | b4 | c4 | d4 | e4 | f4 | g4 | h4 |
| a3 | b3 | c3 | d3 | e3 | f3 | g3 | h3 |
| a2 | b2 | c2 | d2 | e2 | f2 | g2 | h2 |
| a1 | b1 | c1 | d1 | e1 | f1 | g1 | h1 |

| a8 | b8 | c8 | d8 | e8 | f8 | g8 | h8 |
| a7 | b7 | c7 | d7 | e7 | f7 | g7 | h7 |
| a6 | b6 | c6 | d6 | e6 | f6 | g6 | h6 |
| a5 | b5 | c5 | d5 | e5 | f5 | g5 | h5 |
| a4 | b4 | c4 | d4 | e4 | f4 | g4 | h4 |
| a3 | b3 | c3 | d3 | e3 | f3 | g3 | h3 |
| a2 | b2 | c2 | d2 | e2 | f2 | g2 | h2 |
| a1 | b1 | c1 | d1 | e1 | f1 | g1 | h1 |

| a8 | b8 | c8 | d8 | e8 | f8 | g8 | h8 |
| a7 | b7 | c7 | d7 | e7 | f7 | g7 | h7 |
| a6 | b6 | c6 | d6 | e6 | f6 | g6 | h6 |
| a5 | b5 | c5 | d5 | e5 | f5 | g5 | h5 |
| a4 | b4 | c4 | d4 | e4 | f4 | g4 | h4 |
| a3 | b3 | c3 | d3 | e3 | f3 | g3 | h3 |
| a2 | b2 | c2 | d2 | e2 | f2 | g2 | h2 |
| a1 | b1 | c1 | d1 | e1 | f1 | g1 | h1 |

| a8 | b8 | c8 | d8 | e8 | f8 | g8 | h8 |
| a7 | b7 | c7 | d7 | e7 | f7 | g7 | h7 |
| a6 | b6 | c6 | d6 | e6 | f6 | g6 | h6 |
| a5 | b5 | c5 | d5 | e5 | f5 | g5 | h5 |
| a4 | b4 | c4 | d4 | e4 | f4 | g4 | h4 |
| a3 | b3 | c3 | d3 | e3 | f3 | g3 | h3 |
| a2 | b2 | c2 | d2 | e2 | f2 | g2 | h2 |
| a1 | b1 | c1 | d1 | e1 | f1 | g1 | h1 |

| a8 | b8 | c8 | d8 | e8 | f8 | g8 | h8 |
| a7 | b7 | c7 | d7 | e7 | f7 | g7 | h7 |
| a6 | b6 | c6 | d6 | e6 | f6 | g6 | h6 |
| a5 | b5 | c5 | d5 | e5 | f5 | g5 | h5 |
| a4 | b4 | c4 | d4 | e4 | f4 | g4 | h4 |
| a3 | b3 | c3 | d3 | e3 | f3 | g3 | h3 |
| a2 | b2 | c2 | d2 | e2 | f2 | g2 | h2 |
| a1 | b1 | c1 | d1 | e1 | f1 | g1 | h1 |

Per exemple, després del moviment d'obertura 1.Cf3 e6, el cavall blanc i el peó negre es traspassen del tauler A a la corresponent casella del tauler B. Si la partida continua 2.Ce5 Ac5, el cavall torna al tauler A i l'àlfil se'n va al tauler B (vegeu el diagrama).
Un moviment als Escacs Alícia té dues condicions bàsiques: el moviment ha de ser legal en el tauler en què es juga, i la casella on s'ha traspassat la peça al tauler contrari ha de ser buit. Per tant, la captura només és possible en el mateix tauler: les peces del tauler A només poden capturar les peces del tauler A, i les peces del tauler B només poden capturar les peces del tauler B. Després de la captura, la peça es traspassa a l'altre tauler a la corresponent casella com si fos un moviment sense haver capturat.
Per a veure-ho millor, si la partida que parlàvem abans continua amb 3.Cxf7, el cavall es traspassa al tauler B. Després és el torn de les negres, i tant 3...Rxf7 com 3...Axf2+ no són possibles. Les negres no poden tampoc jugar 3...Dd4, ja que la reina no pot saltar sobre el peó en d7. Però el moviment 3...Ag1 és possible (vegeu el diagrama), malgrat haver-hi un peó blanc a f2 del tauler  A. El moviment de l'àlfil del tauler B és legal en els Escacs Alícia, atès que la casella g1 del tauler A estava buit.
Una última estipulació s'aplica especialment als moviments pel rei: un rei no es pot traspassar a una casella buida de l'altre tauler si llavors el rei es troba en escac. L'enroc és ben permès en les regles dels Escacs Alícia. El Captura al pas normalment no s'utilitza, però es pot fer.

## Mats ràpids
| a8 | b8 | c8 | d8 | e8 | f8 | g8 | h8 |
| a7 | b7 | c7 | d7 | e7 | f7 | g7 | h7 |
| a6 | b6 | c6 | d6 | e6 | f6 | g6 | h6 |
| a5 | b5 | c5 | d5 | e5 | f5 | g5 | h5 |
| a4 | b4 | c4 | d4 | e4 | f4 | g4 | h4 |
| a3 | b3 | c3 | d3 | e3 | f3 | g3 | h3 |
| a2 | b2 | c2 | d2 | e2 | f2 | g2 | h2 |
| a1 | b1 | c1 | d1 | e1 | f1 | g1 | h1 |

| a8 | b8 | c8 | d8 | e8 | f8 | g8 | h8 |
| a7 | b7 | c7 | d7 | e7 | f7 | g7 | h7 |
| a6 | b6 | c6 | d6 | e6 | f6 | g6 | h6 |
| a5 | b5 | c5 | d5 | e5 | f5 | g5 | h5 |
| a4 | b4 | c4 | d4 | e4 | f4 | g4 | h4 |
| a3 | b3 | c3 | d3 | e3 | f3 | g3 | h3 |
| a2 | b2 | c2 | d2 | e2 | f2 | g2 | h2 |
| a1 | b1 | c1 | d1 | e1 | f1 | g1 | h1 |

| a8 | b8 | c8 | d8 | e8 | f8 | g8 | h8 |
| a7 | b7 | c7 | d7 | e7 | f7 | g7 | h7 |
| a6 | b6 | c6 | d6 | e6 | f6 | g6 | h6 |
| a5 | b5 | c5 | d5 | e5 | f5 | g5 | h5 |
| a4 | b4 | c4 | d4 | e4 | f4 | g4 | h4 |
| a3 | b3 | c3 | d3 | e3 | f3 | g3 | h3 |
| a2 | b2 | c2 | d2 | e2 | f2 | g2 | h2 |
| a1 | b1 | c1 | d1 | e1 | f1 | g1 | h1 |

| a8 | b8 | c8 | d8 | e8 | f8 | g8 | h8 |
| a7 | b7 | c7 | d7 | e7 | f7 | g7 | h7 |
| a6 | b6 | c6 | d6 | e6 | f6 | g6 | h6 |
| a5 | b5 | c5 | d5 | e5 | f5 | g5 | h5 |
| a4 | b4 | c4 | d4 | e4 | f4 | g4 | h4 |
| a3 | b3 | c3 | d3 | e3 | f3 | g3 | h3 |
| a2 | b2 | c2 | d2 | e2 | f2 | g2 | h2 |
| a1 | b1 | c1 | d1 | e1 | f1 | g1 | h1 |

Existeixen diversos mat del boig en els escacs Alícia, per exemple1. e4 d5 2. Ae2 dxe4? 3. Ab5# (vegeu el diagrama).
A primera vista, podria semblar que simplement les negres poden interposar una peça entre l'àlfil blanc i el seu rei per bloquejar l'escac (per exemple, 3...Ad7 o 3...Cc6 o 3...c6). No obstant això, qualsevol peça que s'interposi immediatament "desapareix" quan es traspassa al tauler B. I les negres no pot escapar de l'escac fugint a l'altre tauler amb 3...Rd7, pel fet que el moviment no és un moviment legal al tauler A en trobar-se en posició d'escac. Per tant, és escac i mat.
Un altre exemple de Mat del boig: 1.e4 d6 2.Ac4 Dxd2? 3.Ab5#
I un altre: 1.e4 e5 2.Dh5 Cf6? 3.Dxe5#
| a8 | b8 | c8 | d8 | e8 | f8 | g8 | h8 |
| a7 | b7 | c7 | d7 | e7 | f7 | g7 | h7 |
| a6 | b6 | c6 | d6 | e6 | f6 | g6 | h6 |
| a5 | b5 | c5 | d5 | e5 | f5 | g5 | h5 |
| a4 | b4 | c4 | d4 | e4 | f4 | g4 | h4 |
| a3 | b3 | c3 | d3 | e3 | f3 | g3 | h3 |
| a2 | b2 | c2 | d2 | e2 | f2 | g2 | h2 |
| a1 | b1 | c1 | d1 | e1 | f1 | g1 | h1 |

| a8 | b8 | c8 | d8 | e8 | f8 | g8 | h8 |
| a7 | b7 | c7 | d7 | e7 | f7 | g7 | h7 |
| a6 | b6 | c6 | d6 | e6 | f6 | g6 | h6 |
| a5 | b5 | c5 | d5 | e5 | f5 | g5 | h5 |
| a4 | b4 | c4 | d4 | e4 | f4 | g4 | h4 |
| a3 | b3 | c3 | d3 | e3 | f3 | g3 | h3 |
| a2 | b2 | c2 | d2 | e2 | f2 | g2 | h2 |
| a1 | b1 | c1 | d1 | e1 | f1 | g1 | h1 |

| a8 | b8 | c8 | d8 | e8 | f8 | g8 | h8 |
| a7 | b7 | c7 | d7 | e7 | f7 | g7 | h7 |
| a6 | b6 | c6 | d6 | e6 | f6 | g6 | h6 |
| a5 | b5 | c5 | d5 | e5 | f5 | g5 | h5 |
| a4 | b4 | c4 | d4 | e4 | f4 | g4 | h4 |
| a3 | b3 | c3 | d3 | e3 | f3 | g3 | h3 |
| a2 | b2 | c2 | d2 | e2 | f2 | g2 | h2 |
| a1 | b1 | c1 | d1 | e1 | f1 | g1 | h1 |

| a8 | b8 | c8 | d8 | e8 | f8 | g8 | h8 |
| a7 | b7 | c7 | d7 | e7 | f7 | g7 | h7 |
| a6 | b6 | c6 | d6 | e6 | f6 | g6 | h6 |
| a5 | b5 | c5 | d5 | e5 | f5 | g5 | h5 |
| a4 | b4 | c4 | d4 | e4 | f4 | g4 | h4 |
| a3 | b3 | c3 | d3 | e3 | f3 | g3 | h3 |
| a2 | b2 | c2 | d2 | e2 | f2 | g2 | h2 |
| a1 | b1 | c1 | d1 | e1 | f1 | g1 | h1 |

Mat del pastor dels escacs Alícia
Un altre mat ràpid molt conegut és el mat del pastor que aquí es pot donar de diverses maneres:
1.e4 h5 2.Ae2 Th4 3.Axh5 Txe4+ 4.Rf1 d5 5.De2? (amenaçant 6.Db5#) 5... Ah3# (vegeu el diagrama).
1.d4 e6 2.Dd6 Ae7? 3.De5+ Rf8 4.Ah6# (Seitz–Nadvorney, 1973).

## Partida d'exemple
| a8 | b8 | c8 | d8 | e8 | f8 | g8 | h8 |
| a7 | b7 | c7 | d7 | e7 | f7 | g7 | h7 |
| a6 | b6 | c6 | d6 | e6 | f6 | g6 | h6 |
| a5 | b5 | c5 | d5 | e5 | f5 | g5 | h5 |
| a4 | b4 | c4 | d4 | e4 | f4 | g4 | h4 |
| a3 | b3 | c3 | d3 | e3 | f3 | g3 | h3 |
| a2 | b2 | c2 | d2 | e2 | f2 | g2 | h2 |
| a1 | b1 | c1 | d1 | e1 | f1 | g1 | h1 |

| a8 | b8 | c8 | d8 | e8 | f8 | g8 | h8 |
| a7 | b7 | c7 | d7 | e7 | f7 | g7 | h7 |
| a6 | b6 | c6 | d6 | e6 | f6 | g6 | h6 |
| a5 | b5 | c5 | d5 | e5 | f5 | g5 | h5 |
| a4 | b4 | c4 | d4 | e4 | f4 | g4 | h4 |
| a3 | b3 | c3 | d3 | e3 | f3 | g3 | h3 |
| a2 | b2 | c2 | d2 | e2 | f2 | g2 | h2 |
| a1 | b1 | c1 | d1 | e1 | f1 | g1 | h1 |

| a8 | b8 | c8 | d8 | e8 | f8 | g8 | h8 |
| a7 | b7 | c7 | d7 | e7 | f7 | g7 | h7 |
| a6 | b6 | c6 | d6 | e6 | f6 | g6 | h6 |
| a5 | b5 | c5 | d5 | e5 | f5 | g5 | h5 |
| a4 | b4 | c4 | d4 | e4 | f4 | g4 | h4 |
| a3 | b3 | c3 | d3 | e3 | f3 | g3 | h3 |
| a2 | b2 | c2 | d2 | e2 | f2 | g2 | h2 |
| a1 | b1 | c1 | d1 | e1 | f1 | g1 | h1 |

| a8 | b8 | c8 | d8 | e8 | f8 | g8 | h8 |
| a7 | b7 | c7 | d7 | e7 | f7 | g7 | h7 |
| a6 | b6 | c6 | d6 | e6 | f6 | g6 | h6 |
| a5 | b5 | c5 | d5 | e5 | f5 | g5 | h5 |
| a4 | b4 | c4 | d4 | e4 | f4 | g4 | h4 |
| a3 | b3 | c3 | d3 | e3 | f3 | g3 | h3 |
| a2 | b2 | c2 | d2 | e2 | f2 | g2 | h2 |
| a1 | b1 | c1 | d1 | e1 | f1 | g1 | h1 |

Paul Yearout vs. George Jelliss, 1996 AISE Grand Prix 
[Anotacions de George Jelliss; els moviments que tornen al tauler A ho anotem com a "/A".]
1.d3 Cf6 2.Cc3 c5 3.Dd2 Cc6 (Per donar un escac directament al rei la peça ha de venir de l'altra tauler, per tant és necessari en primer lloc de traspassar les forces a l'altre tauler.) 4.d4/A Rb8 (Aquesta manera de desenvolupar les torres és molt comú en els Escacs Alícia.) 5.e3 g5 (Això evita que l'àlfil de c1 vagi a g5 o f4.) 6.f4 Tbg8/A (Protegint el peó g5 de l'altre tauler.) 7.Cd5/A h6 8.Cf3 gxf4/A (Jugada dubtosa per part meva. Ce4/A és força millor aquí.) 9.Axf4 Tg4 10.Ae5/A Th5 11.0-0-0 [diagrama] (Potser jutjant les peces actives de les negres el rei podria estar més segur al segon tauler. La dama de les negres està ara 'clavada': 11...D–c7/b6?? 12.Dd8#.) 11...Ce4/A 12.Ac7 Ta4/A 13.Aa6 Ag7 (La idea és 14...Tc4+ 15.c3/Cc3 Axc3+/A.) 14.Ab5/A Tc4+ 15. Rb1/A Tf5/A 16.Aa5/A (Es necessiten ara solucions desesperades per a salvar la dama clavada.) 16...Txd5 17.Dxd5/A Dxa5 (Amenaçant 18...Da1#.) 18.a3 Dd2/A 19.Dxd7+ Rf8 (Poso aquests dos moviments com una clàusula "Si...llavors...", però sembla que Paul no va estar atent de l'escac descobert, i potser hauria d'haver callat!) 20.Dxg7/A Dc3 (para Dh8#.) 21.Td8/A 1–0 (Les negres abandonen. Si 21...Ad7/Ae6/Cf6 [llavors] 22.Dg8/Te8/Dh8#.)

## Variants
Modificacions menors (i no tan menors) han sorgit un nombre de diverses variacions d'Escacs Alícia.
Escacs Alícia 2
Les peces negres comencen en el tauler oposat (tauler B).
Sra. Escacs Alícia
Es permeten moviments nuls o zero. Un moviment consisteix en la transferència d'una peça, de la casella actual una peça es posa a la casella corresponent, si és buida, de l'altre tauler. Un rei no pot escapar de l'escac amb un moviment nul, i l'enroc no és permès si o bé el rei o bé la torra han fet un moviment nul. De John Ishkan (1973).
|   | a | b | c | d | e | f | g | h |   |
| 8 | a8 negres torre · b8 negres dama · c8 negres rei · d8 negres torre · a7 negres cavall · b7 negres alfil · c7 negres alfil · d7 negres cavall · a6 negres peó · b6 negres peó · c6 negres peó · d6 negres peó · a3 blanques peó · b3 blanques peó · c3 blanques peó · d3 blanques peó · a2 blanques cavall · b2 blanques alfil · c2 blanques alfil · d2 blanques cavall · a1 blanques torre · b1 blanques dama · c1 blanques rei · d1 blanques torre | a8 negres torre · b8 negres dama · c8 negres rei · d8 negres torre · a7 negres cavall · b7 negres alfil · c7 negres alfil · d7 negres cavall · a6 negres peó · b6 negres peó · c6 negres peó · d6 negres peó · a3 blanques peó · b3 blanques peó · c3 blanques peó · d3 blanques peó · a2 blanques cavall · b2 blanques alfil · c2 blanques alfil · d2 blanques cavall · a1 blanques torre · b1 blanques dama · c1 blanques rei · d1 blanques torre | a8 negres torre · b8 negres dama · c8 negres rei · d8 negres torre · a7 negres cavall · b7 negres alfil · c7 negres alfil · d7 negres cavall · a6 negres peó · b6 negres peó · c6 negres peó · d6 negres peó · a3 blanques peó · b3 blanques peó · c3 blanques peó · d3 blanques peó · a2 blanques cavall · b2 blanques alfil · c2 blanques alfil · d2 blanques cavall · a1 blanques torre · b1 blanques dama · c1 blanques rei · d1 blanques torre | a8 negres torre · b8 negres dama · c8 negres rei · d8 negres torre · a7 negres cavall · b7 negres alfil · c7 negres alfil · d7 negres cavall · a6 negres peó · b6 negres peó · c6 negres peó · d6 negres peó · a3 blanques peó · b3 blanques peó · c3 blanques peó · d3 blanques peó · a2 blanques cavall · b2 blanques alfil · c2 blanques alfil · d2 blanques cavall · a1 blanques torre · b1 blanques dama · c1 blanques rei · d1 blanques torre | a8 negres torre · b8 negres dama · c8 negres rei · d8 negres torre · a7 negres cavall · b7 negres alfil · c7 negres alfil · d7 negres cavall · a6 negres peó · b6 negres peó · c6 negres peó · d6 negres peó · a3 blanques peó · b3 blanques peó · c3 blanques peó · d3 blanques peó · a2 blanques cavall · b2 blanques alfil · c2 blanques alfil · d2 blanques cavall · a1 blanques torre · b1 blanques dama · c1 blanques rei · d1 blanques torre | a8 negres torre · b8 negres dama · c8 negres rei · d8 negres torre · a7 negres cavall · b7 negres alfil · c7 negres alfil · d7 negres cavall · a6 negres peó · b6 negres peó · c6 negres peó · d6 negres peó · a3 blanques peó · b3 blanques peó · c3 blanques peó · d3 blanques peó · a2 blanques cavall · b2 blanques alfil · c2 blanques alfil · d2 blanques cavall · a1 blanques torre · b1 blanques dama · c1 blanques rei · d1 blanques torre | a8 negres torre · b8 negres dama · c8 negres rei · d8 negres torre · a7 negres cavall · b7 negres alfil · c7 negres alfil · d7 negres cavall · a6 negres peó · b6 negres peó · c6 negres peó · d6 negres peó · a3 blanques peó · b3 blanques peó · c3 blanques peó · d3 blanques peó · a2 blanques cavall · b2 blanques alfil · c2 blanques alfil · d2 blanques cavall · a1 blanques torre · b1 blanques dama · c1 blanques rei · d1 blanques torre | a8 negres torre · b8 negres dama · c8 negres rei · d8 negres torre · a7 negres cavall · b7 negres alfil · c7 negres alfil · d7 negres cavall · a6 negres peó · b6 negres peó · c6 negres peó · d6 negres peó · a3 blanques peó · b3 blanques peó · c3 blanques peó · d3 blanques peó · a2 blanques cavall · b2 blanques alfil · c2 blanques alfil · d2 blanques cavall · a1 blanques torre · b1 blanques dama · c1 blanques rei · d1 blanques torre | 8 |
| 7 | a8 negres torre · b8 negres dama · c8 negres rei · d8 negres torre · a7 negres cavall · b7 negres alfil · c7 negres alfil · d7 negres cavall · a6 negres peó · b6 negres peó · c6 negres peó · d6 negres peó · a3 blanques peó · b3 blanques peó · c3 blanques peó · d3 blanques peó · a2 blanques cavall · b2 blanques alfil · c2 blanques alfil · d2 blanques cavall · a1 blanques torre · b1 blanques dama · c1 blanques rei · d1 blanques torre | a8 negres torre · b8 negres dama · c8 negres rei · d8 negres torre · a7 negres cavall · b7 negres alfil · c7 negres alfil · d7 negres cavall · a6 negres peó · b6 negres peó · c6 negres peó · d6 negres peó · a3 blanques peó · b3 blanques peó · c3 blanques peó · d3 blanques peó · a2 blanques cavall · b2 blanques alfil · c2 blanques alfil · d2 blanques cavall · a1 blanques torre · b1 blanques dama · c1 blanques rei · d1 blanques torre | a8 negres torre · b8 negres dama · c8 negres rei · d8 negres torre · a7 negres cavall · b7 negres alfil · c7 negres alfil · d7 negres cavall · a6 negres peó · b6 negres peó · c6 negres peó · d6 negres peó · a3 blanques peó · b3 blanques peó · c3 blanques peó · d3 blanques peó · a2 blanques cavall · b2 blanques alfil · c2 blanques alfil · d2 blanques cavall · a1 blanques torre · b1 blanques dama · c1 blanques rei · d1 blanques torre | a8 negres torre · b8 negres dama · c8 negres rei · d8 negres torre · a7 negres cavall · b7 negres alfil · c7 negres alfil · d7 negres cavall · a6 negres peó · b6 negres peó · c6 negres peó · d6 negres peó · a3 blanques peó · b3 blanques peó · c3 blanques peó · d3 blanques peó · a2 blanques cavall · b2 blanques alfil · c2 blanques alfil · d2 blanques cavall · a1 blanques torre · b1 blanques dama · c1 blanques rei · d1 blanques torre | a8 negres torre · b8 negres dama · c8 negres rei · d8 negres torre · a7 negres cavall · b7 negres alfil · c7 negres alfil · d7 negres cavall · a6 negres peó · b6 negres peó · c6 negres peó · d6 negres peó · a3 blanques peó · b3 blanques peó · c3 blanques peó · d3 blanques peó · a2 blanques cavall · b2 blanques alfil · c2 blanques alfil · d2 blanques cavall · a1 blanques torre · b1 blanques dama · c1 blanques rei · d1 blanques torre | a8 negres torre · b8 negres dama · c8 negres rei · d8 negres torre · a7 negres cavall · b7 negres alfil · c7 negres alfil · d7 negres cavall · a6 negres peó · b6 negres peó · c6 negres peó · d6 negres peó · a3 blanques peó · b3 blanques peó · c3 blanques peó · d3 blanques peó · a2 blanques cavall · b2 blanques alfil · c2 blanques alfil · d2 blanques cavall · a1 blanques torre · b1 blanques dama · c1 blanques rei · d1 blanques torre | a8 negres torre · b8 negres dama · c8 negres rei · d8 negres torre · a7 negres cavall · b7 negres alfil · c7 negres alfil · d7 negres cavall · a6 negres peó · b6 negres peó · c6 negres peó · d6 negres peó · a3 blanques peó · b3 blanques peó · c3 blanques peó · d3 blanques peó · a2 blanques cavall · b2 blanques alfil · c2 blanques alfil · d2 blanques cavall · a1 blanques torre · b1 blanques dama · c1 blanques rei · d1 blanques torre | a8 negres torre · b8 negres dama · c8 negres rei · d8 negres torre · a7 negres cavall · b7 negres alfil · c7 negres alfil · d7 negres cavall · a6 negres peó · b6 negres peó · c6 negres peó · d6 negres peó · a3 blanques peó · b3 blanques peó · c3 blanques peó · d3 blanques peó · a2 blanques cavall · b2 blanques alfil · c2 blanques alfil · d2 blanques cavall · a1 blanques torre · b1 blanques dama · c1 blanques rei · d1 blanques torre | 7 |
| 6 | a8 negres torre · b8 negres dama · c8 negres rei · d8 negres torre · a7 negres cavall · b7 negres alfil · c7 negres alfil · d7 negres cavall · a6 negres peó · b6 negres peó · c6 negres peó · d6 negres peó · a3 blanques peó · b3 blanques peó · c3 blanques peó · d3 blanques peó · a2 blanques cavall · b2 blanques alfil · c2 blanques alfil · d2 blanques cavall · a1 blanques torre · b1 blanques dama · c1 blanques rei · d1 blanques torre | a8 negres torre · b8 negres dama · c8 negres rei · d8 negres torre · a7 negres cavall · b7 negres alfil · c7 negres alfil · d7 negres cavall · a6 negres peó · b6 negres peó · c6 negres peó · d6 negres peó · a3 blanques peó · b3 blanques peó · c3 blanques peó · d3 blanques peó · a2 blanques cavall · b2 blanques alfil · c2 blanques alfil · d2 blanques cavall · a1 blanques torre · b1 blanques dama · c1 blanques rei · d1 blanques torre | a8 negres torre · b8 negres dama · c8 negres rei · d8 negres torre · a7 negres cavall · b7 negres alfil · c7 negres alfil · d7 negres cavall · a6 negres peó · b6 negres peó · c6 negres peó · d6 negres peó · a3 blanques peó · b3 blanques peó · c3 blanques peó · d3 blanques peó · a2 blanques cavall · b2 blanques alfil · c2 blanques alfil · d2 blanques cavall · a1 blanques torre · b1 blanques dama · c1 blanques rei · d1 blanques torre | a8 negres torre · b8 negres dama · c8 negres rei · d8 negres torre · a7 negres cavall · b7 negres alfil · c7 negres alfil · d7 negres cavall · a6 negres peó · b6 negres peó · c6 negres peó · d6 negres peó · a3 blanques peó · b3 blanques peó · c3 blanques peó · d3 blanques peó · a2 blanques cavall · b2 blanques alfil · c2 blanques alfil · d2 blanques cavall · a1 blanques torre · b1 blanques dama · c1 blanques rei · d1 blanques torre | a8 negres torre · b8 negres dama · c8 negres rei · d8 negres torre · a7 negres cavall · b7 negres alfil · c7 negres alfil · d7 negres cavall · a6 negres peó · b6 negres peó · c6 negres peó · d6 negres peó · a3 blanques peó · b3 blanques peó · c3 blanques peó · d3 blanques peó · a2 blanques cavall · b2 blanques alfil · c2 blanques alfil · d2 blanques cavall · a1 blanques torre · b1 blanques dama · c1 blanques rei · d1 blanques torre | a8 negres torre · b8 negres dama · c8 negres rei · d8 negres torre · a7 negres cavall · b7 negres alfil · c7 negres alfil · d7 negres cavall · a6 negres peó · b6 negres peó · c6 negres peó · d6 negres peó · a3 blanques peó · b3 blanques peó · c3 blanques peó · d3 blanques peó · a2 blanques cavall · b2 blanques alfil · c2 blanques alfil · d2 blanques cavall · a1 blanques torre · b1 blanques dama · c1 blanques rei · d1 blanques torre | a8 negres torre · b8 negres dama · c8 negres rei · d8 negres torre · a7 negres cavall · b7 negres alfil · c7 negres alfil · d7 negres cavall · a6 negres peó · b6 negres peó · c6 negres peó · d6 negres peó · a3 blanques peó · b3 blanques peó · c3 blanques peó · d3 blanques peó · a2 blanques cavall · b2 blanques alfil · c2 blanques alfil · d2 blanques cavall · a1 blanques torre · b1 blanques dama · c1 blanques rei · d1 blanques torre | a8 negres torre · b8 negres dama · c8 negres rei · d8 negres torre · a7 negres cavall · b7 negres alfil · c7 negres alfil · d7 negres cavall · a6 negres peó · b6 negres peó · c6 negres peó · d6 negres peó · a3 blanques peó · b3 blanques peó · c3 blanques peó · d3 blanques peó · a2 blanques cavall · b2 blanques alfil · c2 blanques alfil · d2 blanques cavall · a1 blanques torre · b1 blanques dama · c1 blanques rei · d1 blanques torre | 6 |
| 5 | a8 negres torre · b8 negres dama · c8 negres rei · d8 negres torre · a7 negres cavall · b7 negres alfil · c7 negres alfil · d7 negres cavall · a6 negres peó · b6 negres peó · c6 negres peó · d6 negres peó · a3 blanques peó · b3 blanques peó · c3 blanques peó · d3 blanques peó · a2 blanques cavall · b2 blanques alfil · c2 blanques alfil · d2 blanques cavall · a1 blanques torre · b1 blanques dama · c1 blanques rei · d1 blanques torre | a8 negres torre · b8 negres dama · c8 negres rei · d8 negres torre · a7 negres cavall · b7 negres alfil · c7 negres alfil · d7 negres cavall · a6 negres peó · b6 negres peó · c6 negres peó · d6 negres peó · a3 blanques peó · b3 blanques peó · c3 blanques peó · d3 blanques peó · a2 blanques cavall · b2 blanques alfil · c2 blanques alfil · d2 blanques cavall · a1 blanques torre · b1 blanques dama · c1 blanques rei · d1 blanques torre | a8 negres torre · b8 negres dama · c8 negres rei · d8 negres torre · a7 negres cavall · b7 negres alfil · c7 negres alfil · d7 negres cavall · a6 negres peó · b6 negres peó · c6 negres peó · d6 negres peó · a3 blanques peó · b3 blanques peó · c3 blanques peó · d3 blanques peó · a2 blanques cavall · b2 blanques alfil · c2 blanques alfil · d2 blanques cavall · a1 blanques torre · b1 blanques dama · c1 blanques rei · d1 blanques torre | a8 negres torre · b8 negres dama · c8 negres rei · d8 negres torre · a7 negres cavall · b7 negres alfil · c7 negres alfil · d7 negres cavall · a6 negres peó · b6 negres peó · c6 negres peó · d6 negres peó · a3 blanques peó · b3 blanques peó · c3 blanques peó · d3 blanques peó · a2 blanques cavall · b2 blanques alfil · c2 blanques alfil · d2 blanques cavall · a1 blanques torre · b1 blanques dama · c1 blanques rei · d1 blanques torre | a8 negres torre · b8 negres dama · c8 negres rei · d8 negres torre · a7 negres cavall · b7 negres alfil · c7 negres alfil · d7 negres cavall · a6 negres peó · b6 negres peó · c6 negres peó · d6 negres peó · a3 blanques peó · b3 blanques peó · c3 blanques peó · d3 blanques peó · a2 blanques cavall · b2 blanques alfil · c2 blanques alfil · d2 blanques cavall · a1 blanques torre · b1 blanques dama · c1 blanques rei · d1 blanques torre | a8 negres torre · b8 negres dama · c8 negres rei · d8 negres torre · a7 negres cavall · b7 negres alfil · c7 negres alfil · d7 negres cavall · a6 negres peó · b6 negres peó · c6 negres peó · d6 negres peó · a3 blanques peó · b3 blanques peó · c3 blanques peó · d3 blanques peó · a2 blanques cavall · b2 blanques alfil · c2 blanques alfil · d2 blanques cavall · a1 blanques torre · b1 blanques dama · c1 blanques rei · d1 blanques torre | a8 negres torre · b8 negres dama · c8 negres rei · d8 negres torre · a7 negres cavall · b7 negres alfil · c7 negres alfil · d7 negres cavall · a6 negres peó · b6 negres peó · c6 negres peó · d6 negres peó · a3 blanques peó · b3 blanques peó · c3 blanques peó · d3 blanques peó · a2 blanques cavall · b2 blanques alfil · c2 blanques alfil · d2 blanques cavall · a1 blanques torre · b1 blanques dama · c1 blanques rei · d1 blanques torre | a8 negres torre · b8 negres dama · c8 negres rei · d8 negres torre · a7 negres cavall · b7 negres alfil · c7 negres alfil · d7 negres cavall · a6 negres peó · b6 negres peó · c6 negres peó · d6 negres peó · a3 blanques peó · b3 blanques peó · c3 blanques peó · d3 blanques peó · a2 blanques cavall · b2 blanques alfil · c2 blanques alfil · d2 blanques cavall · a1 blanques torre · b1 blanques dama · c1 blanques rei · d1 blanques torre | 5 |
| 4 | a8 negres torre · b8 negres dama · c8 negres rei · d8 negres torre · a7 negres cavall · b7 negres alfil · c7 negres alfil · d7 negres cavall · a6 negres peó · b6 negres peó · c6 negres peó · d6 negres peó · a3 blanques peó · b3 blanques peó · c3 blanques peó · d3 blanques peó · a2 blanques cavall · b2 blanques alfil · c2 blanques alfil · d2 blanques cavall · a1 blanques torre · b1 blanques dama · c1 blanques rei · d1 blanques torre | a8 negres torre · b8 negres dama · c8 negres rei · d8 negres torre · a7 negres cavall · b7 negres alfil · c7 negres alfil · d7 negres cavall · a6 negres peó · b6 negres peó · c6 negres peó · d6 negres peó · a3 blanques peó · b3 blanques peó · c3 blanques peó · d3 blanques peó · a2 blanques cavall · b2 blanques alfil · c2 blanques alfil · d2 blanques cavall · a1 blanques torre · b1 blanques dama · c1 blanques rei · d1 blanques torre | a8 negres torre · b8 negres dama · c8 negres rei · d8 negres torre · a7 negres cavall · b7 negres alfil · c7 negres alfil · d7 negres cavall · a6 negres peó · b6 negres peó · c6 negres peó · d6 negres peó · a3 blanques peó · b3 blanques peó · c3 blanques peó · d3 blanques peó · a2 blanques cavall · b2 blanques alfil · c2 blanques alfil · d2 blanques cavall · a1 blanques torre · b1 blanques dama · c1 blanques rei · d1 blanques torre | a8 negres torre · b8 negres dama · c8 negres rei · d8 negres torre · a7 negres cavall · b7 negres alfil · c7 negres alfil · d7 negres cavall · a6 negres peó · b6 negres peó · c6 negres peó · d6 negres peó · a3 blanques peó · b3 blanques peó · c3 blanques peó · d3 blanques peó · a2 blanques cavall · b2 blanques alfil · c2 blanques alfil · d2 blanques cavall · a1 blanques torre · b1 blanques dama · c1 blanques rei · d1 blanques torre | a8 negres torre · b8 negres dama · c8 negres rei · d8 negres torre · a7 negres cavall · b7 negres alfil · c7 negres alfil · d7 negres cavall · a6 negres peó · b6 negres peó · c6 negres peó · d6 negres peó · a3 blanques peó · b3 blanques peó · c3 blanques peó · d3 blanques peó · a2 blanques cavall · b2 blanques alfil · c2 blanques alfil · d2 blanques cavall · a1 blanques torre · b1 blanques dama · c1 blanques rei · d1 blanques torre | a8 negres torre · b8 negres dama · c8 negres rei · d8 negres torre · a7 negres cavall · b7 negres alfil · c7 negres alfil · d7 negres cavall · a6 negres peó · b6 negres peó · c6 negres peó · d6 negres peó · a3 blanques peó · b3 blanques peó · c3 blanques peó · d3 blanques peó · a2 blanques cavall · b2 blanques alfil · c2 blanques alfil · d2 blanques cavall · a1 blanques torre · b1 blanques dama · c1 blanques rei · d1 blanques torre | a8 negres torre · b8 negres dama · c8 negres rei · d8 negres torre · a7 negres cavall · b7 negres alfil · c7 negres alfil · d7 negres cavall · a6 negres peó · b6 negres peó · c6 negres peó · d6 negres peó · a3 blanques peó · b3 blanques peó · c3 blanques peó · d3 blanques peó · a2 blanques cavall · b2 blanques alfil · c2 blanques alfil · d2 blanques cavall · a1 blanques torre · b1 blanques dama · c1 blanques rei · d1 blanques torre | a8 negres torre · b8 negres dama · c8 negres rei · d8 negres torre · a7 negres cavall · b7 negres alfil · c7 negres alfil · d7 negres cavall · a6 negres peó · b6 negres peó · c6 negres peó · d6 negres peó · a3 blanques peó · b3 blanques peó · c3 blanques peó · d3 blanques peó · a2 blanques cavall · b2 blanques alfil · c2 blanques alfil · d2 blanques cavall · a1 blanques torre · b1 blanques dama · c1 blanques rei · d1 blanques torre | 4 |
| 3 | a8 negres torre · b8 negres dama · c8 negres rei · d8 negres torre · a7 negres cavall · b7 negres alfil · c7 negres alfil · d7 negres cavall · a6 negres peó · b6 negres peó · c6 negres peó · d6 negres peó · a3 blanques peó · b3 blanques peó · c3 blanques peó · d3 blanques peó · a2 blanques cavall · b2 blanques alfil · c2 blanques alfil · d2 blanques cavall · a1 blanques torre · b1 blanques dama · c1 blanques rei · d1 blanques torre | a8 negres torre · b8 negres dama · c8 negres rei · d8 negres torre · a7 negres cavall · b7 negres alfil · c7 negres alfil · d7 negres cavall · a6 negres peó · b6 negres peó · c6 negres peó · d6 negres peó · a3 blanques peó · b3 blanques peó · c3 blanques peó · d3 blanques peó · a2 blanques cavall · b2 blanques alfil · c2 blanques alfil · d2 blanques cavall · a1 blanques torre · b1 blanques dama · c1 blanques rei · d1 blanques torre | a8 negres torre · b8 negres dama · c8 negres rei · d8 negres torre · a7 negres cavall · b7 negres alfil · c7 negres alfil · d7 negres cavall · a6 negres peó · b6 negres peó · c6 negres peó · d6 negres peó · a3 blanques peó · b3 blanques peó · c3 blanques peó · d3 blanques peó · a2 blanques cavall · b2 blanques alfil · c2 blanques alfil · d2 blanques cavall · a1 blanques torre · b1 blanques dama · c1 blanques rei · d1 blanques torre | a8 negres torre · b8 negres dama · c8 negres rei · d8 negres torre · a7 negres cavall · b7 negres alfil · c7 negres alfil · d7 negres cavall · a6 negres peó · b6 negres peó · c6 negres peó · d6 negres peó · a3 blanques peó · b3 blanques peó · c3 blanques peó · d3 blanques peó · a2 blanques cavall · b2 blanques alfil · c2 blanques alfil · d2 blanques cavall · a1 blanques torre · b1 blanques dama · c1 blanques rei · d1 blanques torre | a8 negres torre · b8 negres dama · c8 negres rei · d8 negres torre · a7 negres cavall · b7 negres alfil · c7 negres alfil · d7 negres cavall · a6 negres peó · b6 negres peó · c6 negres peó · d6 negres peó · a3 blanques peó · b3 blanques peó · c3 blanques peó · d3 blanques peó · a2 blanques cavall · b2 blanques alfil · c2 blanques alfil · d2 blanques cavall · a1 blanques torre · b1 blanques dama · c1 blanques rei · d1 blanques torre | a8 negres torre · b8 negres dama · c8 negres rei · d8 negres torre · a7 negres cavall · b7 negres alfil · c7 negres alfil · d7 negres cavall · a6 negres peó · b6 negres peó · c6 negres peó · d6 negres peó · a3 blanques peó · b3 blanques peó · c3 blanques peó · d3 blanques peó · a2 blanques cavall · b2 blanques alfil · c2 blanques alfil · d2 blanques cavall · a1 blanques torre · b1 blanques dama · c1 blanques rei · d1 blanques torre | a8 negres torre · b8 negres dama · c8 negres rei · d8 negres torre · a7 negres cavall · b7 negres alfil · c7 negres alfil · d7 negres cavall · a6 negres peó · b6 negres peó · c6 negres peó · d6 negres peó · a3 blanques peó · b3 blanques peó · c3 blanques peó · d3 blanques peó · a2 blanques cavall · b2 blanques alfil · c2 blanques alfil · d2 blanques cavall · a1 blanques torre · b1 blanques dama · c1 blanques rei · d1 blanques torre | a8 negres torre · b8 negres dama · c8 negres rei · d8 negres torre · a7 negres cavall · b7 negres alfil · c7 negres alfil · d7 negres cavall · a6 negres peó · b6 negres peó · c6 negres peó · d6 negres peó · a3 blanques peó · b3 blanques peó · c3 blanques peó · d3 blanques peó · a2 blanques cavall · b2 blanques alfil · c2 blanques alfil · d2 blanques cavall · a1 blanques torre · b1 blanques dama · c1 blanques rei · d1 blanques torre | 3 |
| 2 | a8 negres torre · b8 negres dama · c8 negres rei · d8 negres torre · a7 negres cavall · b7 negres alfil · c7 negres alfil · d7 negres cavall · a6 negres peó · b6 negres peó · c6 negres peó · d6 negres peó · a3 blanques peó · b3 blanques peó · c3 blanques peó · d3 blanques peó · a2 blanques cavall · b2 blanques alfil · c2 blanques alfil · d2 blanques cavall · a1 blanques torre · b1 blanques dama · c1 blanques rei · d1 blanques torre | a8 negres torre · b8 negres dama · c8 negres rei · d8 negres torre · a7 negres cavall · b7 negres alfil · c7 negres alfil · d7 negres cavall · a6 negres peó · b6 negres peó · c6 negres peó · d6 negres peó · a3 blanques peó · b3 blanques peó · c3 blanques peó · d3 blanques peó · a2 blanques cavall · b2 blanques alfil · c2 blanques alfil · d2 blanques cavall · a1 blanques torre · b1 blanques dama · c1 blanques rei · d1 blanques torre | a8 negres torre · b8 negres dama · c8 negres rei · d8 negres torre · a7 negres cavall · b7 negres alfil · c7 negres alfil · d7 negres cavall · a6 negres peó · b6 negres peó · c6 negres peó · d6 negres peó · a3 blanques peó · b3 blanques peó · c3 blanques peó · d3 blanques peó · a2 blanques cavall · b2 blanques alfil · c2 blanques alfil · d2 blanques cavall · a1 blanques torre · b1 blanques dama · c1 blanques rei · d1 blanques torre | a8 negres torre · b8 negres dama · c8 negres rei · d8 negres torre · a7 negres cavall · b7 negres alfil · c7 negres alfil · d7 negres cavall · a6 negres peó · b6 negres peó · c6 negres peó · d6 negres peó · a3 blanques peó · b3 blanques peó · c3 blanques peó · d3 blanques peó · a2 blanques cavall · b2 blanques alfil · c2 blanques alfil · d2 blanques cavall · a1 blanques torre · b1 blanques dama · c1 blanques rei · d1 blanques torre | a8 negres torre · b8 negres dama · c8 negres rei · d8 negres torre · a7 negres cavall · b7 negres alfil · c7 negres alfil · d7 negres cavall · a6 negres peó · b6 negres peó · c6 negres peó · d6 negres peó · a3 blanques peó · b3 blanques peó · c3 blanques peó · d3 blanques peó · a2 blanques cavall · b2 blanques alfil · c2 blanques alfil · d2 blanques cavall · a1 blanques torre · b1 blanques dama · c1 blanques rei · d1 blanques torre | a8 negres torre · b8 negres dama · c8 negres rei · d8 negres torre · a7 negres cavall · b7 negres alfil · c7 negres alfil · d7 negres cavall · a6 negres peó · b6 negres peó · c6 negres peó · d6 negres peó · a3 blanques peó · b3 blanques peó · c3 blanques peó · d3 blanques peó · a2 blanques cavall · b2 blanques alfil · c2 blanques alfil · d2 blanques cavall · a1 blanques torre · b1 blanques dama · c1 blanques rei · d1 blanques torre | a8 negres torre · b8 negres dama · c8 negres rei · d8 negres torre · a7 negres cavall · b7 negres alfil · c7 negres alfil · d7 negres cavall · a6 negres peó · b6 negres peó · c6 negres peó · d6 negres peó · a3 blanques peó · b3 blanques peó · c3 blanques peó · d3 blanques peó · a2 blanques cavall · b2 blanques alfil · c2 blanques alfil · d2 blanques cavall · a1 blanques torre · b1 blanques dama · c1 blanques rei · d1 blanques torre | a8 negres torre · b8 negres dama · c8 negres rei · d8 negres torre · a7 negres cavall · b7 negres alfil · c7 negres alfil · d7 negres cavall · a6 negres peó · b6 negres peó · c6 negres peó · d6 negres peó · a3 blanques peó · b3 blanques peó · c3 blanques peó · d3 blanques peó · a2 blanques cavall · b2 blanques alfil · c2 blanques alfil · d2 blanques cavall · a1 blanques torre · b1 blanques dama · c1 blanques rei · d1 blanques torre | 2 |
| 1 | a8 negres torre · b8 negres dama · c8 negres rei · d8 negres torre · a7 negres cavall · b7 negres alfil · c7 negres alfil · d7 negres cavall · a6 negres peó · b6 negres peó · c6 negres peó · d6 negres peó · a3 blanques peó · b3 blanques peó · c3 blanques peó · d3 blanques peó · a2 blanques cavall · b2 blanques alfil · c2 blanques alfil · d2 blanques cavall · a1 blanques torre · b1 blanques dama · c1 blanques rei · d1 blanques torre | a8 negres torre · b8 negres dama · c8 negres rei · d8 negres torre · a7 negres cavall · b7 negres alfil · c7 negres alfil · d7 negres cavall · a6 negres peó · b6 negres peó · c6 negres peó · d6 negres peó · a3 blanques peó · b3 blanques peó · c3 blanques peó · d3 blanques peó · a2 blanques cavall · b2 blanques alfil · c2 blanques alfil · d2 blanques cavall · a1 blanques torre · b1 blanques dama · c1 blanques rei · d1 blanques torre | a8 negres torre · b8 negres dama · c8 negres rei · d8 negres torre · a7 negres cavall · b7 negres alfil · c7 negres alfil · d7 negres cavall · a6 negres peó · b6 negres peó · c6 negres peó · d6 negres peó · a3 blanques peó · b3 blanques peó · c3 blanques peó · d3 blanques peó · a2 blanques cavall · b2 blanques alfil · c2 blanques alfil · d2 blanques cavall · a1 blanques torre · b1 blanques dama · c1 blanques rei · d1 blanques torre | a8 negres torre · b8 negres dama · c8 negres rei · d8 negres torre · a7 negres cavall · b7 negres alfil · c7 negres alfil · d7 negres cavall · a6 negres peó · b6 negres peó · c6 negres peó · d6 negres peó · a3 blanques peó · b3 blanques peó · c3 blanques peó · d3 blanques peó · a2 blanques cavall · b2 blanques alfil · c2 blanques alfil · d2 blanques cavall · a1 blanques torre · b1 blanques dama · c1 blanques rei · d1 blanques torre | a8 negres torre · b8 negres dama · c8 negres rei · d8 negres torre · a7 negres cavall · b7 negres alfil · c7 negres alfil · d7 negres cavall · a6 negres peó · b6 negres peó · c6 negres peó · d6 negres peó · a3 blanques peó · b3 blanques peó · c3 blanques peó · d3 blanques peó · a2 blanques cavall · b2 blanques alfil · c2 blanques alfil · d2 blanques cavall · a1 blanques torre · b1 blanques dama · c1 blanques rei · d1 blanques torre | a8 negres torre · b8 negres dama · c8 negres rei · d8 negres torre · a7 negres cavall · b7 negres alfil · c7 negres alfil · d7 negres cavall · a6 negres peó · b6 negres peó · c6 negres peó · d6 negres peó · a3 blanques peó · b3 blanques peó · c3 blanques peó · d3 blanques peó · a2 blanques cavall · b2 blanques alfil · c2 blanques alfil · d2 blanques cavall · a1 blanques torre · b1 blanques dama · c1 blanques rei · d1 blanques torre | a8 negres torre · b8 negres dama · c8 negres rei · d8 negres torre · a7 negres cavall · b7 negres alfil · c7 negres alfil · d7 negres cavall · a6 negres peó · b6 negres peó · c6 negres peó · d6 negres peó · a3 blanques peó · b3 blanques peó · c3 blanques peó · d3 blanques peó · a2 blanques cavall · b2 blanques alfil · c2 blanques alfil · d2 blanques cavall · a1 blanques torre · b1 blanques dama · c1 blanques rei · d1 blanques torre | a8 negres torre · b8 negres dama · c8 negres rei · d8 negres torre · a7 negres cavall · b7 negres alfil · c7 negres alfil · d7 negres cavall · a6 negres peó · b6 negres peó · c6 negres peó · d6 negres peó · a3 blanques peó · b3 blanques peó · c3 blanques peó · d3 blanques peó · a2 blanques cavall · b2 blanques alfil · c2 blanques alfil · d2 blanques cavall · a1 blanques torre · b1 blanques dama · c1 blanques rei · d1 blanques torre | 1 |
|   | a | b | c | d | e | f | g | h |   |

Escacs O'Donohue
Les mateixes regles del Escacs Alícia excepte que permet un moviment malgrat que la casella de l'altre tauler estigui ocupada. En aquest cas, s'omet el traspàs de la peça. De MichaelO'Donohue (2003).
Escacs Duo
Les negres comencen al tauler B, el traspàs de peces és opcional; les peces que no siguin peons poden fer moviments zero (i es poden capturar en fer-ho), un rei està en escac quan una peça oponent es posa en la casella zero del rei; l'escac i mat ha de tenir en compte també que el rei no fugi a través d'un moviment zero. De Jed Stone (1981).
Parton també ha introduït una versió més petita de 8x4 d'Escacs Alícia (vegeu diagrama). També va observar que Escacs Alícia es pot jugar amb tres taulers junts en lloc de dos. D'aquesta manera els jugadors tenen la possibilitat d'escollir entre dos taulers en traspassar les peces.
Les regles d'Escacs Alícia poden ser adoptades per pràcticament qualsevol altra variant dels escacs també, simplement doblant el nombre de taulers de la variant i l'aplicació de la política de traspàs de peces. Per exemple, Raumschach (escacs tri-dimensionals) amb dos 5×5×5 taulers.